# Paulinho (Fußballspieler, 1992)
Paulinho (* 9. November 1992 in Barcelos; bürgerlich João Paulo Dias Fernandes) ist ein portugiesischer Fußballspieler.

## Karriere

### Im Verein
Paulinho begann das Fußballspielen bei seinem Heimatverein Santa Maria FC. Zur Saison 2012/13 wechselte er zum Zweitligisten CD Trofense und erzielte auf Anhieb 11 Tore in 35 Ligaspielen. Daraufhin wurde Paulinho zur Saison 2013/14 vom Erstligisten Gil Vicente FC unter Vertrag genommen. Am 18. August 2013 gab er als Einwechselspieler sein Debüt in der Primeira Liga. Nach dem Abstieg in der Saison 2014/15 war er in der Zweitliga-Saison 2016/17 mit 19 Toren der ligaweit zweitbeste Torschütze. Am 24. Mai 2017 unterschrieb er einen Vierjahresvertrag beim Erstligisten Sporting Braga. Dort wurde er in der Spielzeit 2017/18 mit 13 Ligatoren der vereinsintern erfolgreichste Angreifer. Darüber hinaus debütierte er in der UEFA Europa League und erreichte mit Braga das Sechzehntelfinale. In der Saison 2019/20 gewann er mit Braga den portugiesischen Ligapokal. Im Februar 2021 wechselte er zu Sporting Lissabon und gewann mit dem Klub am Saisonende die Meisterschaft. In dreieinhalb Jahren bestritt er insgesamt 96 Ligaspiele mit der Mannschaft, in denen ihm 34 Tore gelangen. Am Ende der Saison 2023/24 wurde er mit Sporting erneut portugiesischer Meister. Anschließend verließ er Portugal im Sommer 2024 und ging nach Mexiko, wo er sich dem amtierenden Meister Deportivo Toluca anschloss.

### In der Nationalmannschaft
Paulinho bestritt im Jahr 2012 ein Länderspiel für die portugiesische U21-Auswahl. Danach blieb er lange für Portugal unberücksichtigt, bevor er sich mit seinen beständig guten Leistungen bei Sporting Braga für höhere Aufgaben empfahl. So debütierte er am 11. November 2020 im Alter von 28 Jahren unter Nationaltrainer Fernando Santos im Rahmen eines Freundschaftsspiels gegen Andorra in der A-Nationalmannschaft und erzielte sogleich seine ersten beiden Länderspieltore. In der anschließenden Woche kam er zudem auf zwei weitere Einsätze in der UEFA Nations League gegen Frankreich und Kroatien. Dies blieben jedoch bislang seine einzigen Länderspieleinsätze, seitdem wurde er nicht mehr in den Kader der Nationalmannschaft nominiert.

## Erfolge
- Portugiesischer Meister: 2020/21, 2023/24 (mit Sporting Lissabon)
- Portugiesischer Ligapokalsieger: 2019/20 (mit Sporting Braga), 2021/22 (mit Sporting Lissabon)
- Portugiesischer Supercupsieger: 2021 (mit Sporting Lissabon)